# Arnold Odermatt

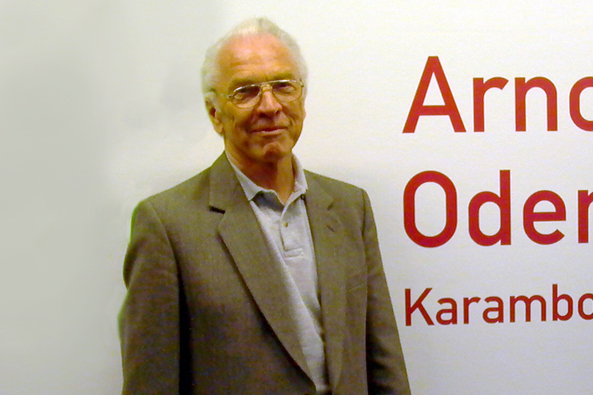
Arnold Odermatt, Vernissage Fotomuseum Winterthur, 2004

Arnold Odermatt (* 29. Mai 1925 in Oberdorf, Kanton Nidwalden; † 19. Juni 2021 in Stans) war ein Schweizer Polizist und Fotograf. Seine Arbeiten wurden 2001 von Harald Szeemann für die 49. Biennale Venedig ausgewählt. 2002 zeigte sie das The Art Institute of Chicago und 2004 das Fotomuseum Winterthur.

## Biographie
Arnold Odermatt trat 1948 in die Nidwaldner Polizei ein. Unfallorte, zu denen er gerufen wurde, fotografierte er mit einer Rolleiflex, um das polizeiliche Protokoll mit Fotos zu ergänzen. In einer alten Toilette des Wachtpostens in Stans richtete er eine provisorische Dunkelkammer ein. Als die Wache Jahre später in ein neues Gebäude umzog, erhielt der vielleicht erste Polizeifotograf der Schweiz ein eigenes Labor.
Sein Vorbild war der Magnum-Fotograf Werner Bischof. Er traf ihn zufällig – ohne ihn zu erkennen –, als er bei einem Sicherheitseinsatz auf dem Bürgenstock den Schauspieler Charlie Chaplin fotografieren wollte. Odermatts eigener Stil war geprägt von strenger Sachlichkeit und konsequenter Reduktion auf das Wesentliche. Der spartanische sprachliche Ausdruck, der seine Polizeiberichte auszeichnete, findet sich auch in Odermatts Aufnahmen. Die handwerkliche Meisterschaft ist unbestreitbar, nichts Wichtiges entging seinem fotografischen Auge. In Karambolage, seiner bekanntesten Werkgruppe, sind nicht die versehrten Opfer zu sehen, sondern Autowracks als der Realität entrückte, surreale Schrottskulpturen.
Vierzig Jahre lang hielt Odermatt den Nidwaldner Polizeialltag in Fotos fest. Nur gelegentlich interessierte sich die Lokalpresse, das Gericht oder eine Versicherung für seine Aufnahmen. Anfang der 1990er-Jahre wurden seine Fotografien von seinem Sohn, dem Regisseur Urs Odermatt, bei den Recherchen zu dessen Spielfilm Wachtmeister Zumbühl entdeckt und zu einem zentralen Thema der Geschichte gemacht. Urs Odermatt stellte die Arbeiten zu den Werkgruppen Karambolage, Im Dienst, In zivil, Feierabend und Die Nidwaldner zusammen und gibt seither das Werk heraus.
Odermatt starb am 19. Juni 2021 in seinem Zuhause in Stans im Alter von 96 Jahren an den Folgen einer Alzheimererkrankung.

## Einzelausstellungen
- 1993 – Arnold Odermatt. Seeplatz 10, Buochs.
- 1996 – Meine Welt. Viewpoint Gallery, Salford.
- 1998 – Karambolage. Polizeipräsidium, Frankfurt am Main.
- 1999 – Meine Welt. Fotoforum West, Innsbruck.
- 2000 – Karambolagen und andere Photographien. Springer & Winckler Galerie, Berlin.
- 2001 – Carambolages. Centre de la photographie, Genf.
- 2002 – Karambolage. Museum Morsbroich, Leverkusen. ISBN 3-925520-64-3.
- 2002 – Die Biennale-Auswahl. 32 Photographien für Venedig 2001. Springer & Winckler Galerie, Berlin. ISBN 3-00-009666-3.
- 2002 – Karambolage. Centre rhénan de la photographie, Strassburg.
- 2002 – Arnold Odermatt. The Art Institute of Chicago, Chicago. Katalog.
- 2003 – Arnold Odermatt. Washington University Gallery of Art, St. Louis. Katalog.
- 2003 – Arnold Odermatt. Paul Morris Gallery, New York.
- 2004 – Arnold Odermatt. James Kelly Contemporary, Santa Fe.
- 2004 – Arnold Odermatt. Galerie Sabine Knust, München.
- 2004 – Karambolagen. Fotomuseum Winterthur, Winterthur.
- 2004 – Karambolage. Rathaus, Fellbach.
- 2004 – Arnold Odermatt. Galería Arnés y Röpke, Madrid.
- 2004 – Kantonspolizei Nidwalden. Springer & Winckler Galerie, Berlin.
- 2005 – Arnold Odermatt. Centro Cultural Okendo, San Sebastián. ISBN 84-96431-06-1.
- 2005 – Arnold Odermatt. Museum im Bellpark, Kriens.
- 2006 – Im Dienst. Springer & Winckler Galerie, Berlin.
- 2008 – Focus Photographie: Arnold Odermatt. Galerie Lelong, Zürich.
- 2009 – Project room: Arnold Odermatt. Galerie Georges-Philippe & Nathalie Vallois, Paris.
- 2009 – Karambolage. Miesiąc Fotografii w Krakowie, Krakau. ISBN 978-83-928967-0-8.
- 2010 – Arnold Odermatt. Leo Koenig Inc. Projekte, New York.
- 2010 – In zivil. Springer & Winckler Galerie, Berlin.
- 2010 – On Duty. Amador Gallery, New York.
- 2011 – On and Off Duty. Galerie Georges-Philippe & Nathalie Vallois, Paris.
- 2011 – Heimat. Buchmann Galerie, Berlin.
- 2012 – Arnold Odermatt. L’Été photographique de Lectoure, Lectoure (Gascogne). ISBN 978-2-919077-12-0.
- 2012 – Arnold Odermatt. Espace d’Art Contemporain Fernet Branca, Saint-Louis (Elsass).
- 2012 – Arnold Odermatt. La Chambre, Strassburg.
- 2013 – Das Dorf als Welt. Nidwaldner Museum, Stans.
- 2014 – Karambolage 1948–1995, Unknown Works. Galerie Springer, Berlin.
- 2015 – Karambolage. Atelier Jungwirth, Graz.
- 2015 – Arnold Odermatt: 90th Birthday, Selected Works 1948–2015. Galerie Springer, Berlin.
- 2017 – Werkausstellung. Photobastei, Zürich.[3]
- 2017 – Feierabend. Galerie Springer, Berlin.
- 2017 – Arnold Odermatt – Solo Show. Paris Photo, Paris.
- 2020 – Die unglaublichen Bilder des Arnold Odermatt. Galerie im Stift, Bad Hersfeld.
- 2020 – Arnold Odermatt – Polizist, Photograph, Schweizer. Kunsthalle Erfurt. Mit der Installation Die Dunkelkammer des Arnold Odermatt von Jasmin Morgan.
- 2021 – Hommage à Arnold Odermatt. Simon Studer Art, Genf.
- 2021 – Hommage an Arnold Odermatt. Photo Basel.
- 2021 – Karambolage. Litauische Martynas-Mažvydas-Nationalbibliothek, Vilnius.
- 2025 – 100 Jahre Arnold Odermatt. MIA Photo Fair, Mailand.
- 2025 – Arnold Odermatt: Auto-Didakt. Kunststiftung DZ Bank, Frankfurt am Main.

## Ausstellungsbeteiligungen
- 1995 – Ein deutscher Sammler – ein deutsches Auto: Peter Ludwig und der Volkswagen. Ludwig Forum für Internationale Kunst, Aachen. ISBN 3-930594-06-4.
- 1995 – Heimat – Auf der Suche nach der verlorenen Identität. Jüdisches Museum, Wien. ISBN 3-85447-574-8.
- 1999 – Automobility – Was uns bewegt. Vitra Design Museum, Lörrach. ISBN 3-931936-17-1.
- 1999 – Wohin kein Auge reicht. Deichtorhallen, Hamburg. Katalog.
- 2001 – Plateau der Menschheit. 49. Biennale di Venezia, Arsenale, Venedig. Katalog.
- 2002 – Arnold Odermatt und Ryuji Miyamoto. Buchmann Galerie, Köln.
- 2002 – Aubes, Rêveries au bord de Victor Hugo. Maison de Victor Hugo, Paris.
- 2002 – Der Berg. Heidelberger Kunstverein, Heidelberg. ISBN 3-933257-99-9.
- 2002 – Macht und Freiheit. Bieler Fototage, Biel.
- 2003 – Arnold Odermatt, Martin Städeli. Gesellschaft der Freunde junger Kunst, Baden-Baden.
- 2004 – Rues. Centre culturel Suisse, Paris.
- 2004 – Scatto – 11 photographische Positionen. Gesellschaft der Freunde junger Kunst, Baden-Baden.
- 2004 – XL Photography 2. Art Collection Deutsche Börse, Frankfurt am Main. ISBN 3-7757-1358-1.
- 2005 – Der Berg. Schweizer Pavillon, Weltausstellung 2005, Aichi.
- 2005 – Liebe Schweiz. Arnold Odermatt und Christian Schwager. Simon Studer Art, Genf.
- 2005 – Dreams. Buchmann Galerie, Köln.
- 2005 – Multiple Räume (3): Film – Ist und Als-ob in der Kunst. Staatliche Kunsthalle, Baden-Baden. ISBN 3-936711-77-1.
- 2006 – (Tat)Orte: Weegee, Arnold Odermatt, Enrique Metinides. NRW-Forum Kultur und Wirtschaft, Düsseldorf. Katalog.
- 2006 – Bilder vom Vierwaldstättersee. Kunstmuseum Luzern, Luzern. ISBN 3-267-00150-1.
- 2006 – Accidents. Galerie Georges-Philippe & Nathalie Vallois, Paris.
- 2006 – A Broken Arm. 303 Gallery, New York.
- 2007 – Swiss Made: Präzision und Wahnsinn. Kunstmuseum Wolfsburg, Wolfsburg. ISBN 978-3-7757-1962-9.
- 2007 – Again: Serial Practices in Contemporary Art. Wadsworth Atheneum, Hartford.
- 2008 – Glück – welches Glück. Deutsches Hygiene-Museum, Dresden. ISBN 978-3-446-23015-6.
- 2009 – Labyrinth: Freiheit. Landesausstellung, Bozen.
- 2009 – Background Story. Cardi Black Box, Mailand.
- 2010 – Realismus – Das Abenteuer der Wirklichkeit. Kunsthalle Emden, Emden / Kunsthalle der Hypo-Kulturstiftung, München. ISBN 978-3-7774-2421-7.
- 2010 – Un monde parfait. Biennale 7, Ottignies-Louvain-la-Neuve.
- 2011 – Things are Queer. Marta, Herford. ISBN 978-3-86678-524-3.
- 2011 – Fetisch Auto. Ich fahre, also bin ich. Museum Tinguely, Basel. ISBN 978-3-86828-213-9.
- 2011 – Road Atlas. Opelvillen, Rüsselsheim, / Kunstmuseum Dieselkraftwerk, Cottbus / Kunsthalle Erfurt, Erfurt. ISBN 978-3-7774-3641-8.
- 2011 – Pimp your collection: cars you drive me art. Landesgalerie, Linz. ISBN 978-3-902414-49-6.
- 2011 – Odermatt, Weegee, Metinides. Westport Arts Center, Westport (Connecticut).
- 2011 – [Contre]culture.ch. Musée de l’Élysée, Lausanne.
- 2013 – Damage Control: Art and Destruction Since 1950. Hirshhorn Museum, Washington, D.C. / Musée d’Art Moderne Grand-Duc Jean, Luxemburg / Kunsthaus, Graz. ISBN 978-3-7913-5316-6.
- 2014 – Neue Werke – Neue Perspektiven. Kunstprojekte der Mobiliar, Bern.
- 2015 – Verkehrte Welt. Häusler Contemporary, Zürich.
- 2015 – Le bord des mondes. Palais de Tokyo, Paris. ISBN 978-2-84711-057-9.
- 2015 – Carambolages. Galerie Georges-Philippe & Nathalie Vallois, Paris.
- 2016 – Wolfsburg Unlimited. Eine Stadt als Weltlabor. Kunstmuseum Wolfsburg, Wolfsburg. ISBN 978-3-7757-4129-3.
- 2016 – Catastrophe, by John Waters. Albert Merola Gallery, Provincetown (Massachusetts).
- 2016 – Drama Queens – Die inszenierte Sammlung. Museum Morsbroich, Leverkusen.
- 2016 – Retinal Burn: Bilder – ein kollektives Gedächtnis. Galerie Eboran / Sammlung Spallart, Salzburg.
- 2017 – Autophoto – De 1900 à nos jours. Fondation Cartier, Paris. ISBN 978-2-86925-129-8.
- 2017 – Das Auto in der Kunst. Rasende Leidenschaft. Kunsthalle Emden.
- 2018 – Drive Drove Driven. FO.KU.S, Innsbruck.
- 2018 – Street. Life. Photography. Haus der Photographie – Deichtorhallen, Hamburg / Kunsthaus Wien, Wien. ISBN 978-3-86828-852-0.
- 2018 – En service. Festival Images, Vevey. Katalog.
- 2018 – Das letzte Bild – Fotografie und Tod. C/O Berlin, Berlin. ISBN 978-3-95905-276-4.
- 2019 – Viewfinder – Fotografie und Film im Dialog. DFF – Deutsches Filminstitut & Filmmuseum, Frankfurt am Main.
- 2019 – Winter in Swiss Photography. Forum Paracelsus, St. Moritz.
- 2019 – Crash. 11. Biennale dell'Immagine, Chiasso.
- 2021 – Schau....7. Kunsthaus Kollitsch, Klagenfurt am Wörthersee.
- 2021 – L'énigme autodidacte. Musée d’Art moderne et contemporain de Saint-Étienne Métropole, Saint-Priest-en-Jarez (Loire). ISBN 978-94-6161-673-9.
- 2022 – Zehn Jahre. Galerie Springer, Berlin.
- 2022 – Danger in Paradise. Simon Studer Art & Angela Berney Fine Arts, Basel.
- 2025 – Bagnoles altitudes. Musée de Bagnes, Le Châble. ISBN 978-2-88968-184-6.
- 2025 – Dreißig Jahre. Buchmann Galerie, Berlin.
- 2025 – Bellevue. Rothschild & Co Bank AG, Zürich.
- 2025 – Chromotherapia. Villa Medici, Rom. ISBN 978-88-6208-836-7.

## Bücher
- Urs Odermatt: Wachtmeister Zumbühl. Drehbuch zu einem Spielfilm mit 79 Standphotos von Arnold Odermatt. Benteli Verlag, Bern 1994, ISBN 3-7165-0960-4.
- Arnold Odermatt: Karambolage. Museum Morsbroich, Leverkusen 2002, ISBN 3-925520-64-3.
- Arnold Odermatt: Die Biennale-Auswahl. 32 Photographien für Venedig 2001. Mit einem Text von Harald Szeemann. Galerie Springer & Winckler, Berlin 2002, ISBN 3-00-009666-3.
- Arnold Odermatt: Meine Welt. Photographien/Photographs 1939–1993. Herausgegeben von Urs Odermatt. Benteli Verlag, Bern 1993, 2001 und 2006, ISBN 3-7165-0910-8. Kodak-Fotobuch-Preis 1993.
- Arnold Odermatt: Karambolage. Herausgegeben von Urs Odermatt. Deutsch, Französisch, Englisch. Steidl Verlag, Göttingen 2003, ISBN 3-88243-866-5.
- Arnold Odermatt: Im Dienst. En service. On Duty. Herausgegeben von Urs Odermatt. Steidl Verlag, Göttingen 2006, ISBN 3-86521-271-9. Deutscher Fotobuchpreis 2008.
- Arnold Odermatt: In zivil. Hors service. Off Duty. Herausgegeben von Urs Odermatt. Steidl Verlag, Göttingen 2010, ISBN 978-3-86521-796-7.
- Arnold Odermatt. Mit einem Text von Caroline Recher. Diaphane éditions, Montreuil sur Brèche 2012, ISBN 978-2-919077-12-0.
- Caroline Recher: Arnold Odermatt, par-delà les sept montagnes. L’œil candide de l’artiste non-homologué. In: Études photographiques 28, Paris 2011.
- Arnold Odertmatt: Karambolage.Herausgegeben von Urs Odermatt. Steidl Verlag, Göttingen 2013. ISBN 978-3-88243-866-6
- Arnold Odermatt: Feierabend. Après le boulot. After Work. Herausgegeben von Urs Odermatt. Steidl Verlag, Göttingen 2016. ISBN 978-3-86930-973-6.
- Arnold Odermatt: Ein gutes Bild muss scharf sein! Herausgegeben von Markus Hartmann. Hartmann Projects, Stuttgart 2017. ISBN 978-3-96070-009-8.

## Film
In den 1960er-Jahren dokumentierte Odermatt den frühen Autobahnbau bei Acheregg und am Loppertunnel mit umfangreichem Foto- und 16-mm-Schwarzweiss-Filmmaterial. Urs Odermatt hat 1991 aus diesem historischen Filmmaterial den Dokumentarfilm Lopper zusammengestellt.
Als Standfotograf hat Arnold Odermatt in den 1990er-Jahren bei den Kinofilmen Rotlicht!, Gekauftes Glück und Wachtmeister Zumbühl von Urs Odermatt die Dreharbeiten begleitet.
In Wachtmeister Zumbühl erzählt Urs Odermatt die Geschichte eines leidenschaftlich fotografierenden Polizisten. Arnold Odermatt fotografiert als Standfotograf sein Alter Ego Michael Gwisdek, der die Titelfigur spielt.

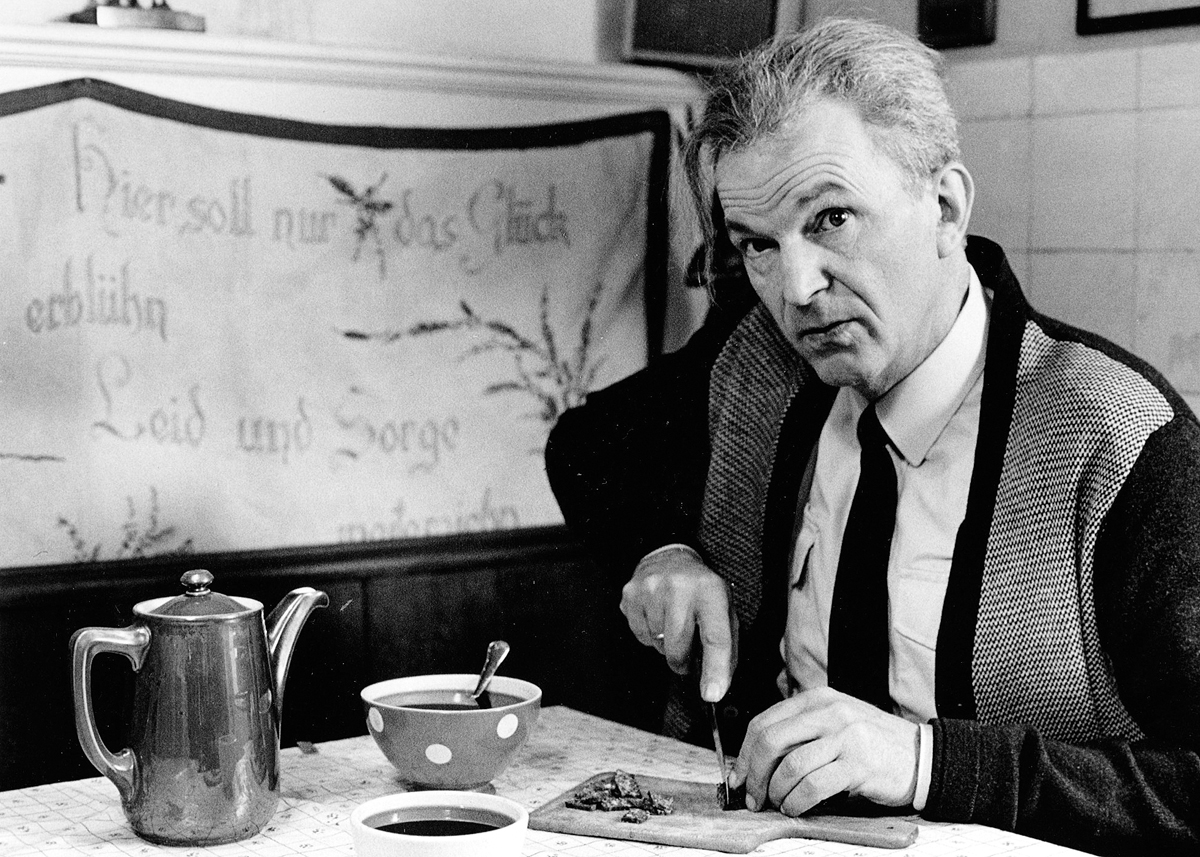
Michael Gwisdek als Arnold Zumbühl; Wachtmeister Zumbühl von Urs Odermatt, 1993

Au revoir, Arnold Odermatt von Jasmin Morgan ist ein ungeplanter Tagebuchfilm, der die späte Künstlerkarriere von Arnold Odermatt begleitete, persönlich, nah, roh und authentisch.